# Liste des comtes de Langres
Le comté de Langres, ou pagus Lingonensis est l'ancien territoire de la cité des Lingons. Dans la liste des comtes de Langres, on voit qu'il a appartenu successivement à des seigneurs laïcs et aux évêques, et qu'il relevait avec le comté de Montsaugeon d'une coutume particulière de la Coutume de Sens en Bourgogne.

## Historique
Les évêques de Langres exercent les pouvoirs comtaux sans avoir le titre de comte.
Salon la tradition, le juillet 967, le roi des Francs, Lothaire donne les droits sur le comté à Achard, évêque de Langres, et à ses successeurs. Le médiéviste Flammarion indique que « L'acte du roi Lothaire […] est une forgerie de la fin du XIIe siècle, fabriquée au moment où l'évêque veut récupérer l'intégralité des pouvoirs inféodés au cours des âges précédents au comte de Saulx, mais aussi au duc de Bourgogne et au comte de Bar (-le-Duc). »
Brunon de Roucy se trouve impuissant à le défendre militairement le comté, investit en 1013 Willem, seigneur de Saulx[réf. nécessaire]. Le comté reste entre les mains de la famille de Saulx, au moins jusqu'en 1163. En effet, un acte (entre 1163 et 1168) de l'évêque Gauthier de Bourgogne indique que le comte de Saulx intervient sur ordre du prélat et s'engage à respecter les privilèges des habitants. Bien que ne portant pas de titre spécifique, Claudon (1954) considère qu'il agit à la manière d'une vidame. Vers 1178, Gui de Saulx, lors d'un échange  avec Hugues III, duc de Bourgogne, lui donne le comté de Langres. Ce dernier l'inféode à son cousin, Henri, comte de Bar.
L'évêque de Langres souhaite retrouver ses droits temporels et a besoin pour cela d'une reconnaissance. Deux chartes de l'année 1179, permettent le retour du comté sous la coupe de l'Église de Langres. L'évêque semble avoir du « payer une certaine somme dont le montant ne nous est pas connu » (Claudon, 1954).
Ce dernier avait sécularisé le chapitre pour faire des chanoines les électeurs exclusifs des évêques, et mit le comté sous protection directe du roi de France qui fit du diocèse et du comté une des six pairies ecclésiastiques avec par la suite le titre de duché. Le comté de Langres cesse de relever militairement de Bourgogne pour être rattaché au gouvernement de Champagne.

## Les comtes de Langres
- Odon (?-?), comte bénéficiaire de Langres, il serait frère d'un Basin[6].

- Estulphe († 15/08/778), fils du précédent, fut comte bénéficiaire de Langres. Il fut tué à Roncevaux avec 3000 de ses Lingons lors du guet-apens tendu par les Vascons.

- Balactier (?-?), comte bénéficiaire de Langres vers 830, puis il fut nommé Missus dans les provinces de Lyon, Vienne ainsi que de la Tarentaise par Louis le Débonnaire[7].

- Amédée d'Oscheret (v. 790 - † 867), comte bénéficiaire de Langres, Dijon et Tonnerre.

- Richard (?-?), comte de Langres.

- Miles ou Milon I (vers 853), comte de Langres[8].

- Miles ou Milon II (vers 887), comte de Langres et de Tonnerre, fils du précédent[9], auteur de la dynastie de Milonides.

- Manassès Ier l'Ancien († 920), comte de Langres (894), d'Attouar ou de l'Attuyer, de Beaune, de Chalon sur Saône, d'Oscheret.

967, année selon la tradition où Lothaire, roi des Francs, aurait donné des droits à l'évêques de Langres, Achard.
- Brunon de Roucy (v. 956 - † 1016), chanoine de Reims, puis évêque de Langres avant 980, ne parvenant pas à assurer la défense du comté de Langres, en investit en 1013 Villem de Saulx.

- Vilain III de Saulx (?-?), investi en 1013 du comté de Langres par l'évêque Brunon[10].

- Guy I de Saulx († ap. 1057), comte de Langres et seigneur de Saulx.

- Guy II de Saulx († v. 1110), comte de Langres (?) et seigneur de Saulx.

- Guy III de Saulx (?-?), comte de Langres jusqu'en 1179, et seigneur de Saulx[11] fait un échange avec Hugues III, duc de Bourgogne, qui fit ensuite don en 1179 du Comté de langres à son oncle maternel, l'évêque Gautier de Bourgogne. Celui-ci mit le comté sous protection directe du roi de France, il fut le premier évêque à porter le titre de duc et pair de France en 1179 .